# 香港墳場
香港墳場（英語：Hong Kong Cemetery），俗稱跑馬地墳場，是香港的墳場之一，位於香港島跑馬地黃泥涌道，跑馬地馬場對面，鄰近有印度教、拜火教、天主教及回教墳場。該墳場的土地在1841年已有人安葬，首位使用者是英國軍艦響尾蛇號艦長William Brodie，至1845年該墳場才正式開放，為香港開埠早期成立的墳場之一。早年埋葬該處的都是英國人及日本人，直到1913年才有華人。
由於埋葬於此墳場多是基督新教信徒及西洋人士居多，是以又稱為紅毛墳場。置地創辦人遮打、當時華人首富何東與其元配麥秀英、行政局及立法局華人議員何啟均葬於這個墳場。
現時此墳場成為香港電視劇拍攝常用取景地點。

## 歷史
該墳場的土地在1841年已有人安葬，首位安葬者是英國軍艦響尾蛇號艦長William Brodie。1845年墳場正式開放。最初的殯葬記錄出現在1853年，該殯葬編號為807。1889年，因應城市發展，位於星街和聖佛蘭士街一帶灣仔墓地關閉，該處墳墓被遷往跑馬地。
1909年，墳場被重新命名為「殖民地墳場」。政府同時修訂基督教墳場條例，並規定非基督新教教徒也可安葬於此。鑑於日本人掃墓時有燒香的習俗，引起部分西方人不滿，但港府認為無須禁止，所以為日本裔下葬者於墳場邊緣位置劃定一個特殊的區域。1970年代，隨著香港仔隧道工程開展，香港墳場部分土地被徵用，故此部分墳墓被搬遷至其他墓段。部分墳墓內的遺體則被火化，骨灰被收藏於1983年興建的骨庫。

## 墳場建築

### 自然面貌
二十世紀初，政府以巴黎拉雪茲神父公墓為藍本大幅修建香港墳場，將其設計成為「墓地庭園」，在墓園種植大量觀賞用植物。此外，香港墳場亦有動物棲息，例如蝙蝠、蝴蝶。

### 噴泉
香港墳場有一噴泉，靈感來自聖經創世記2章10節。噴泉由四個圓形組成，上面立有一噴水雕像。

### 香港墳場教堂

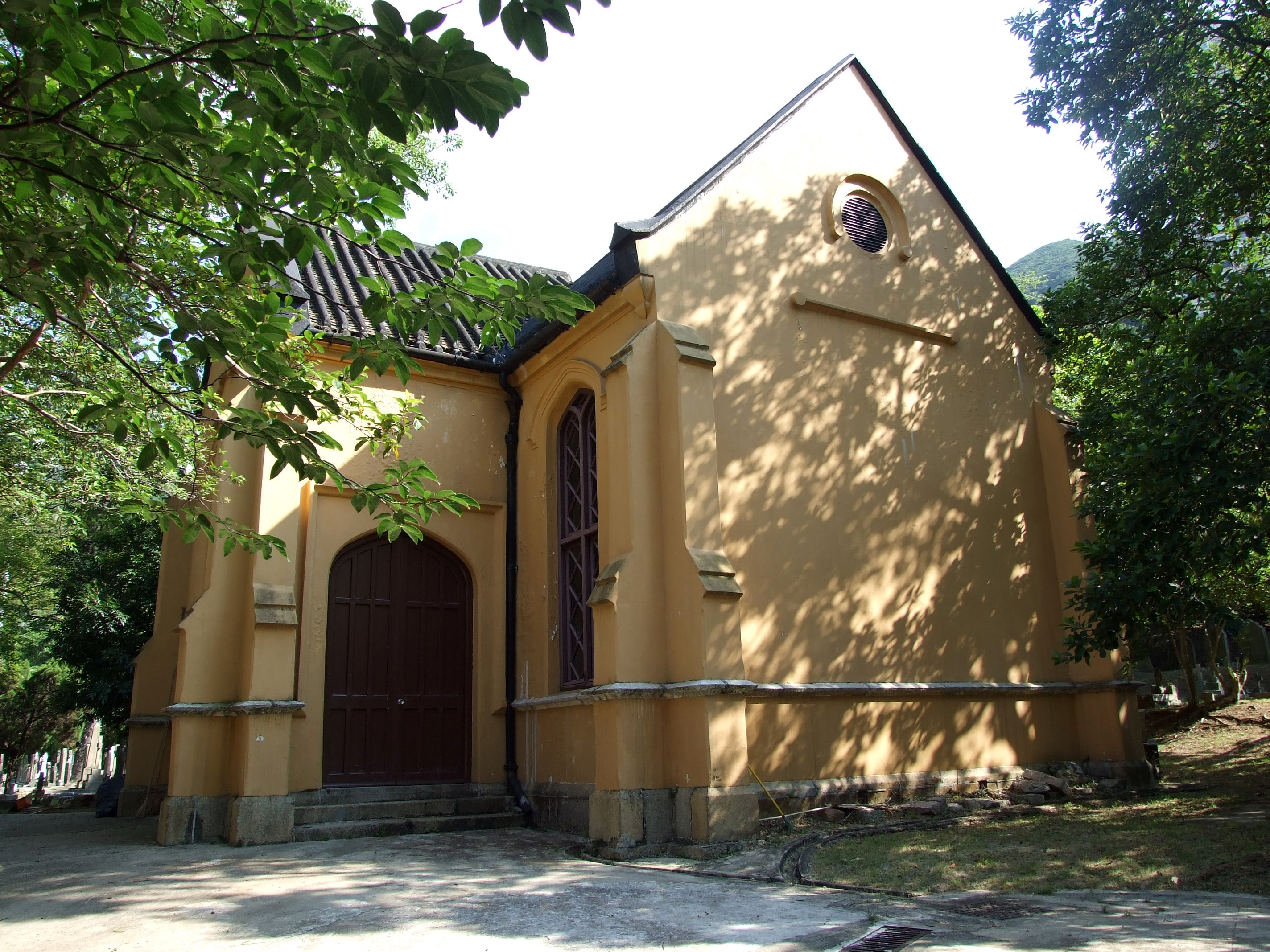
香港墳場教堂

香港墳場教堂建於1845年，與香港墳場成立時間相同，是香港現存最古老的教堂，由香港聖公會管理。教堂為一座單層建築，尖拱的門窗及正方形的裝飾線條均反映出其都鐸復興式建築風格。建有扶壁、三角山牆、圓窗。屋頂為雙坡頂十字形。教堂已被列為一級歷史建築。

### 墳墓
埋葬於香港墳場的死者多為軍人、公務員、商人、專業人士。香港墳場的某些墓段是為特定的死者群體保留的，例如陸軍、海軍、香港警察，第23墓段埋葬的死者多為長時間定居在香港的西方人，香港墳場亦有墓段專門埋葬早逝的孩童。
墳墓設計亦隨著時間而演變。開埠初期的墳墓多為線條簡單的大理石墓石，頂部為簡單的圓邊或三角邊。1860年代至1880年代，墓碑開始有複雜的圖案，亦出現凱爾特式，拉丁式和亞美尼亞式的十字架雕塑。1880年代起更有富有維多利亞風格的墓碑，上面刻有象徵不同意義的圖案。

#### 軍人墓地
香港墳場軍人墓碑的樹立年份從19世紀末到1960年代初。在殖民地時代初期，英國駐軍、印度駐軍和警隊部分成員不能適應香港的熱帶天氣，染上熱帶疾病而死亡，部分隊員則在義和團運動期間殉職。香港墳場約有100座立於一戰時期的軍人墳墓，其中死於香港和九龍軍醫院(京士柏)的士兵佔大多數，因為這兩所軍醫院接收了來自德國租借領土青島的傷病員。有證據表明，他們大多數是海軍軍人。

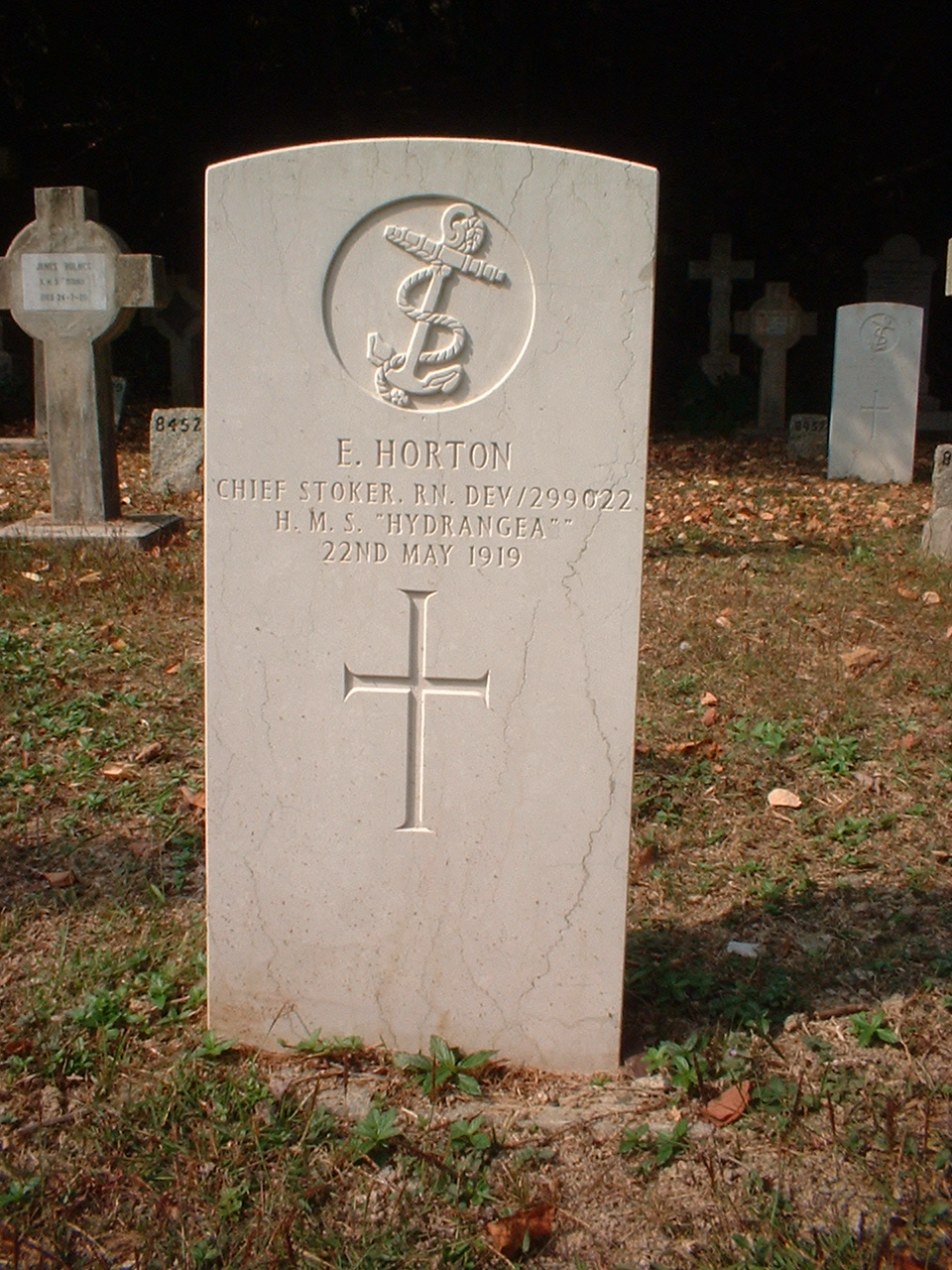
香港墳場內的皇家海軍墳墓，該軍人死於一戰期間。

1941年日軍入侵香港前，英國曾派蘇格蘭皇家軍團和米杜息士團的兩個營駐守香港。香港墳場亦埋葬了該兩營的軍人。所有二戰英聯邦軍人的墳墓由英聯邦戰爭公墓委員會保養。戰後，駐紮在香港的英國軍隊繼續埋葬死去的部隊士兵於香港墳場，直到1965年。

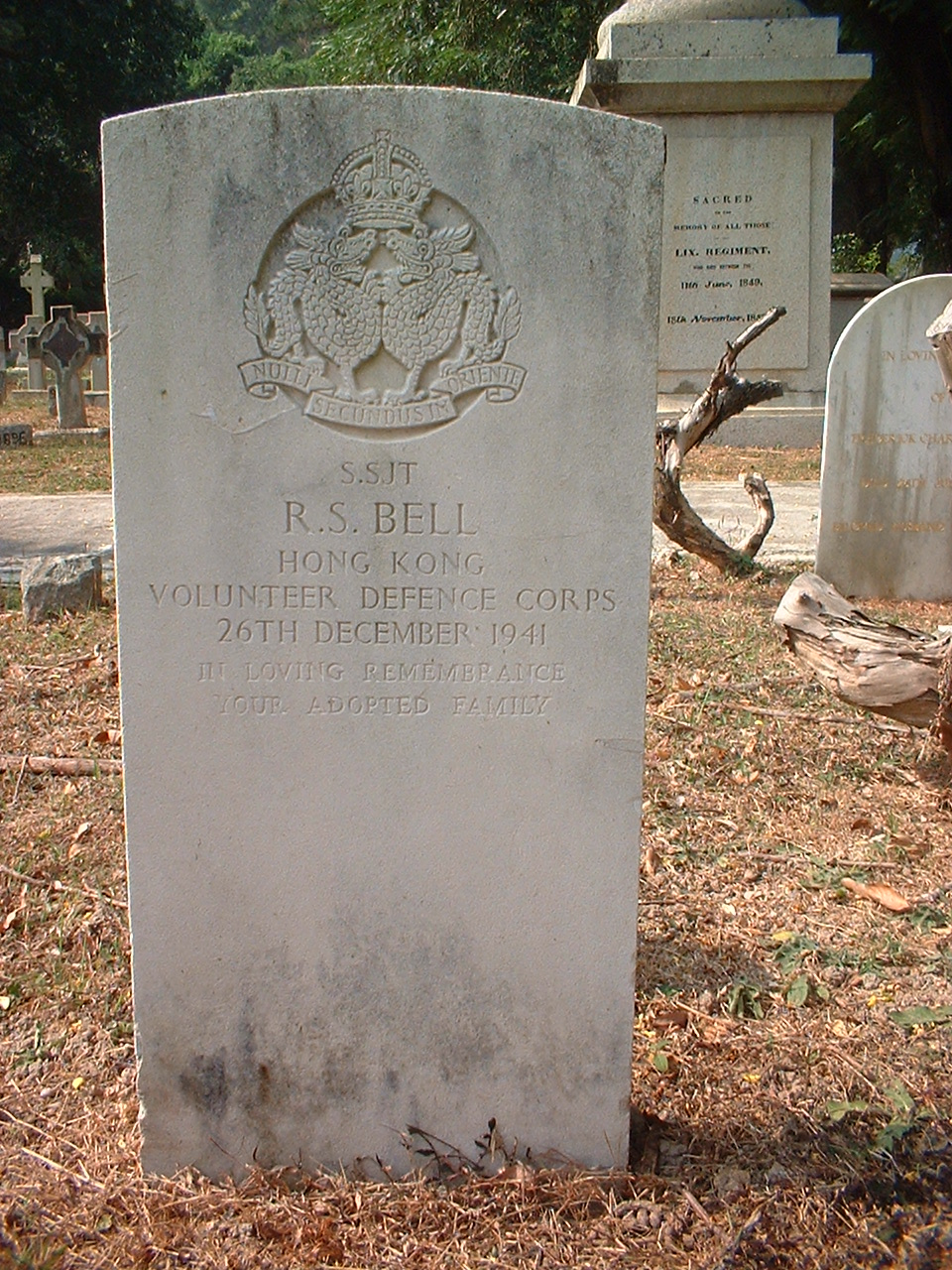
香港義勇軍中士貝爾（R. S. Bell）之墓

此外，香港墳場還有兩座由皇家砲兵部隊為紀念陣亡士兵而豎立的紀念碑，現已移至香港海防博物館展出。

#### 平民墳墓
香港墳場埋葬了不同階級和職業的平民，體現了殖民地早期的社會結構。下葬於香港墳場的大部分是英國人。大多數來香港的基督教傳教士也葬在這裡，著名的例子是德國傳教士郭士立，他在香港建立了路德會的據地，並被認為是第一個來中國的路德會傳教士。另一位埋葬在這裡的著名人物是傳教士叔何顯理，她是第一位來華的美國女傳教士。
香港墳場的下葬者中有一部分是華人，大部分是基督徒，部分人甚至參與了辛亥革命，包括被清政府暗殺的楊衢雲。

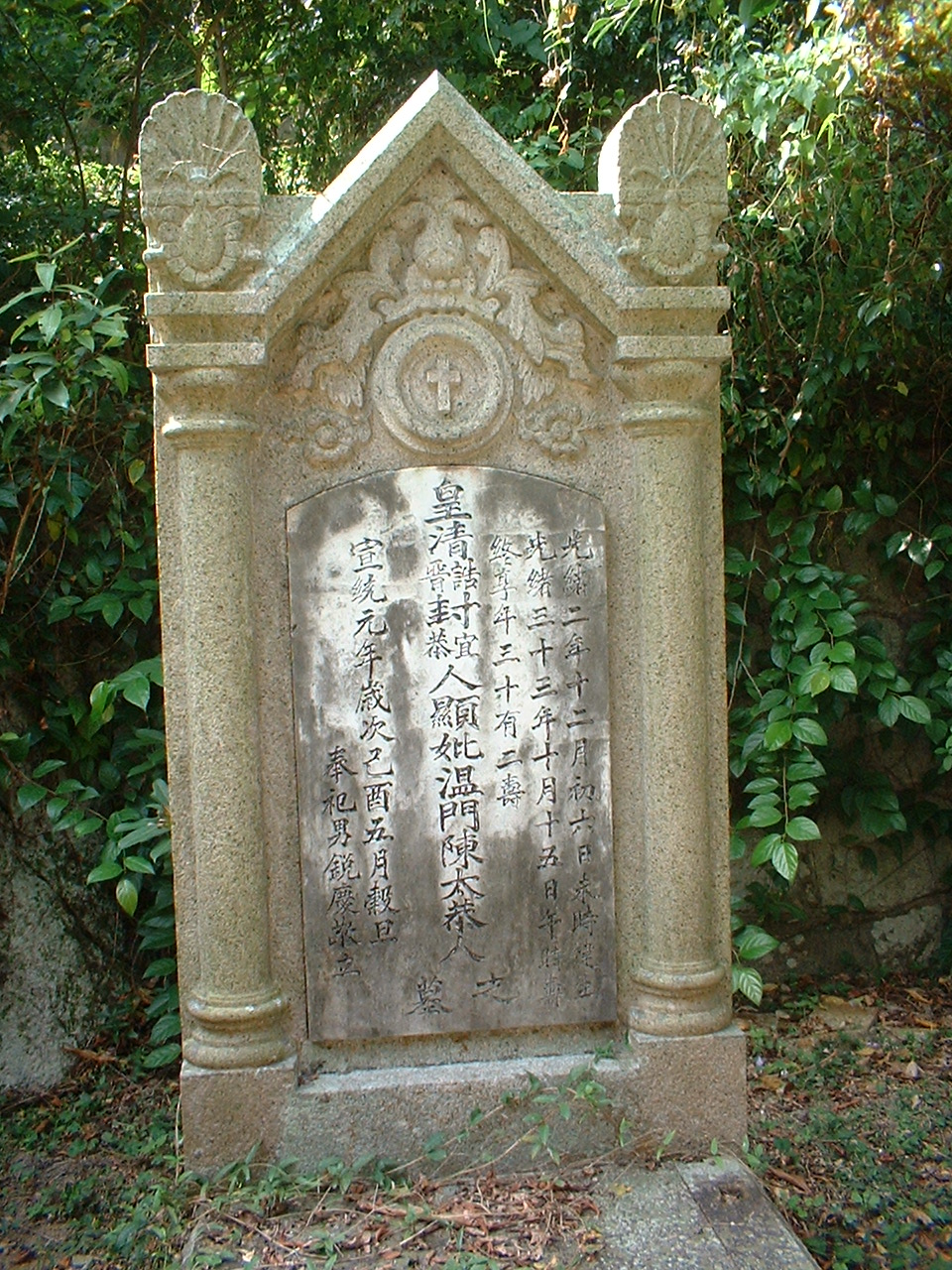
華人墳墓

有400多名日本人被安葬在香港墳場，其墓碑大多靠近香港仔隧道一帶。當中大部分是殖民初期居住在香港的日本人。

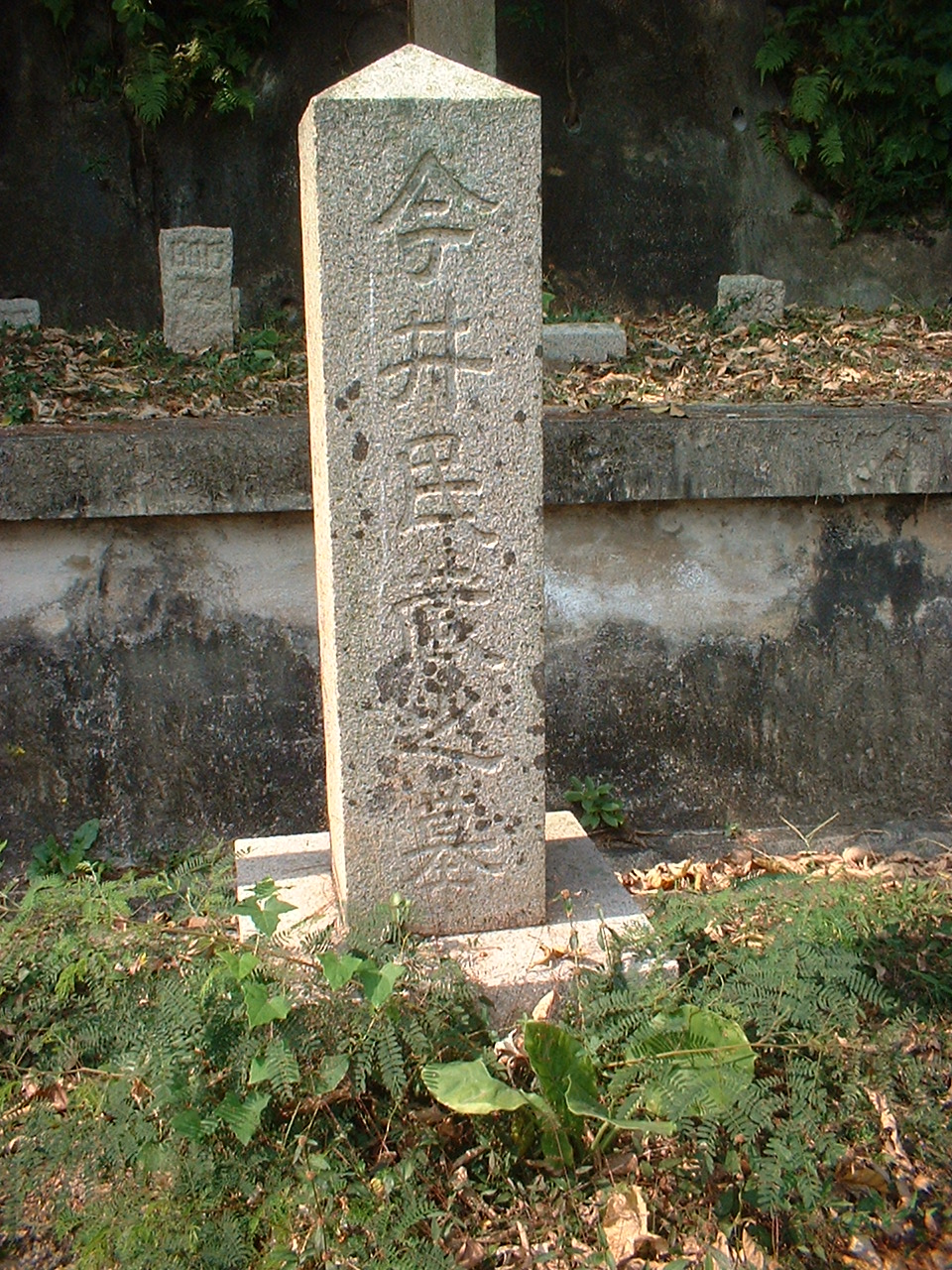
日本人墳墓

#### 紀念碑
香港墳場豎立了不同的紀念碑（坊間俗稱「石筆」），均是於1968年由他處遷來。當中包括原豎立於九龍加士居道與佐敦道交界的投石號紀念碑，紀念1906年丙午風災罹難的5名法籍船員；原豎立於灣仔皇后大道東與灣仔道交界的海員紀念碑（高欄島紀念碑），紀念1855年8月4日英國海軍與美國海軍在珠海高欄島聯手勦滅海盜時殉職的4名英籍海員與5名美籍海員，1934年曾遷往摩利臣山道與禮頓道交界；原豎立於灣仔皇后大道東與黃泥涌道交界的韋斯特號紀念碑，紀念英國海軍韋斯特號（HMS Vestal）於1844年至1847年期間殉職的24名船員；以及原豎立於掃桿埔的萬靈塔，因政府興建香港大球場而將該塔遷入香港墳場內日本人的墓地。

## 下葬名人

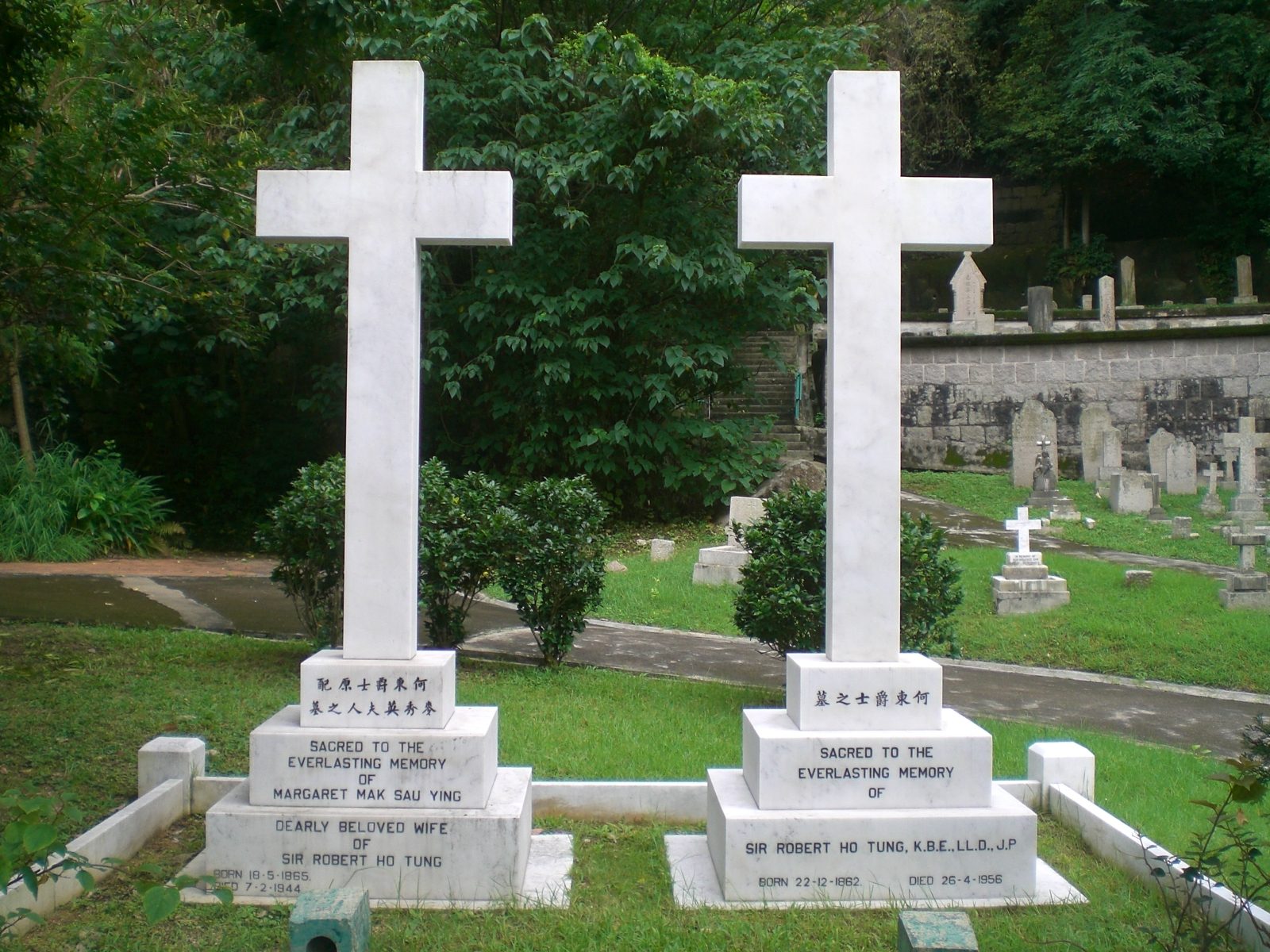
何東夫婦之墓

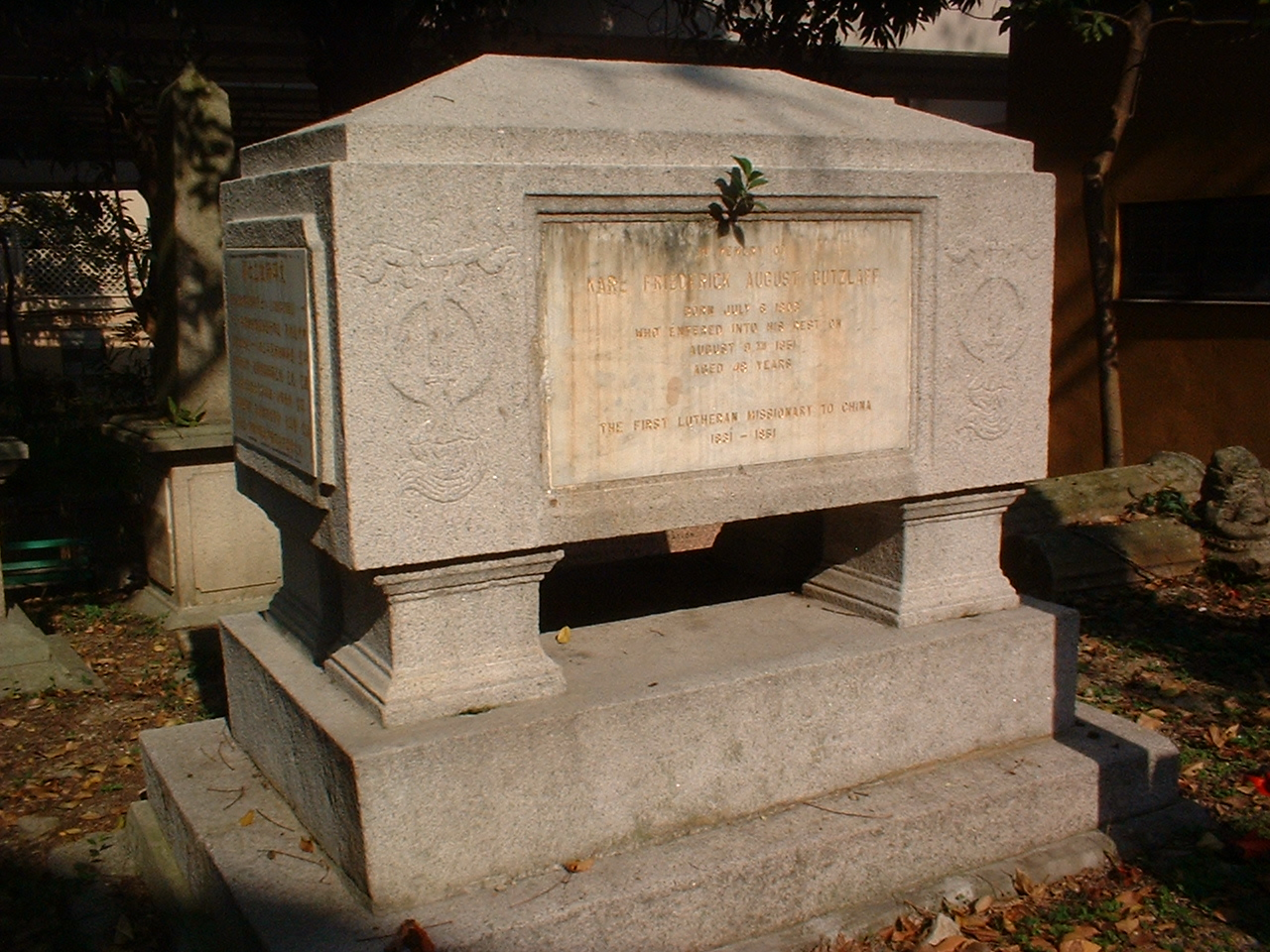
郭士立之墓

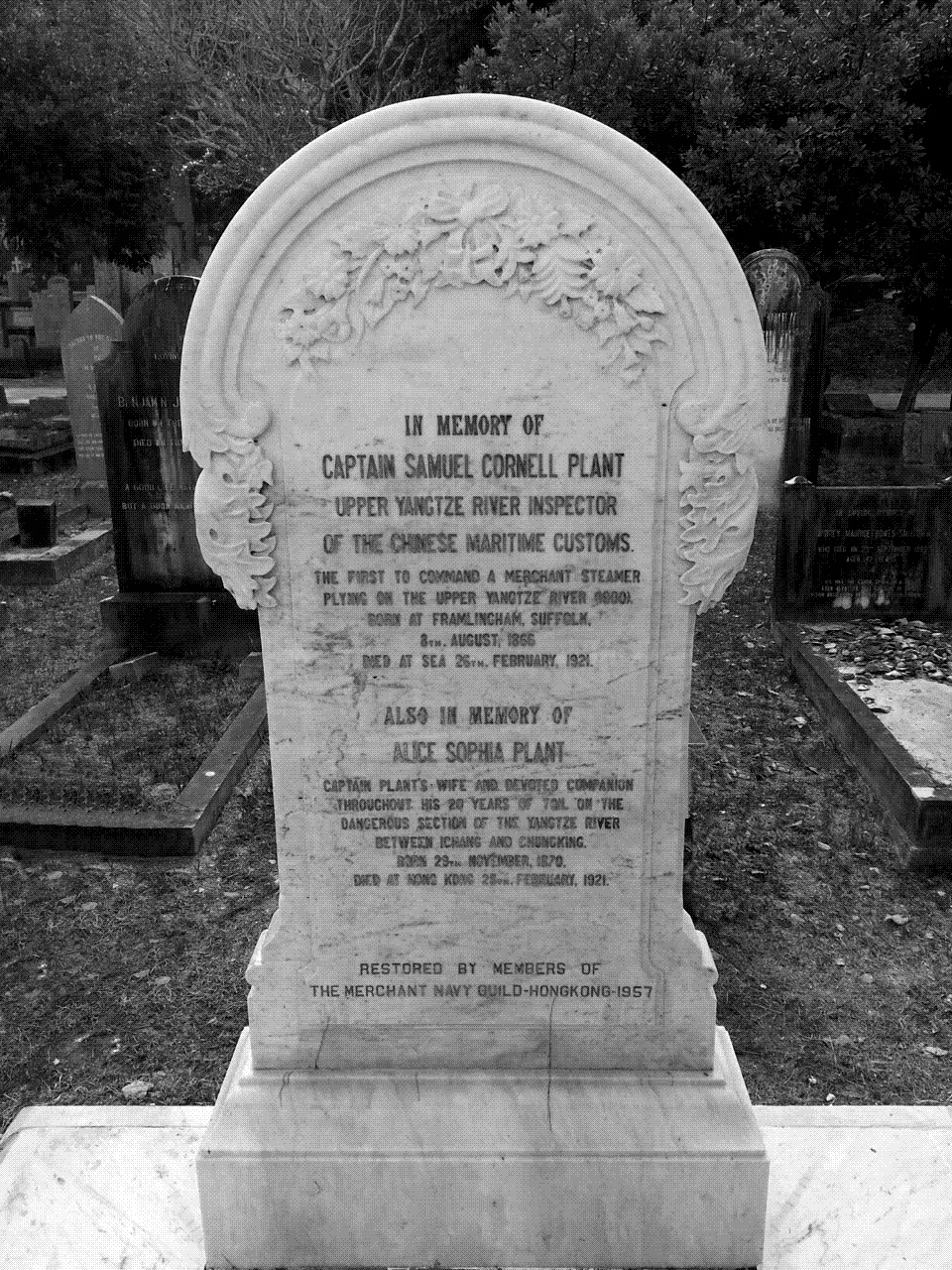
蒲蘭田之墓

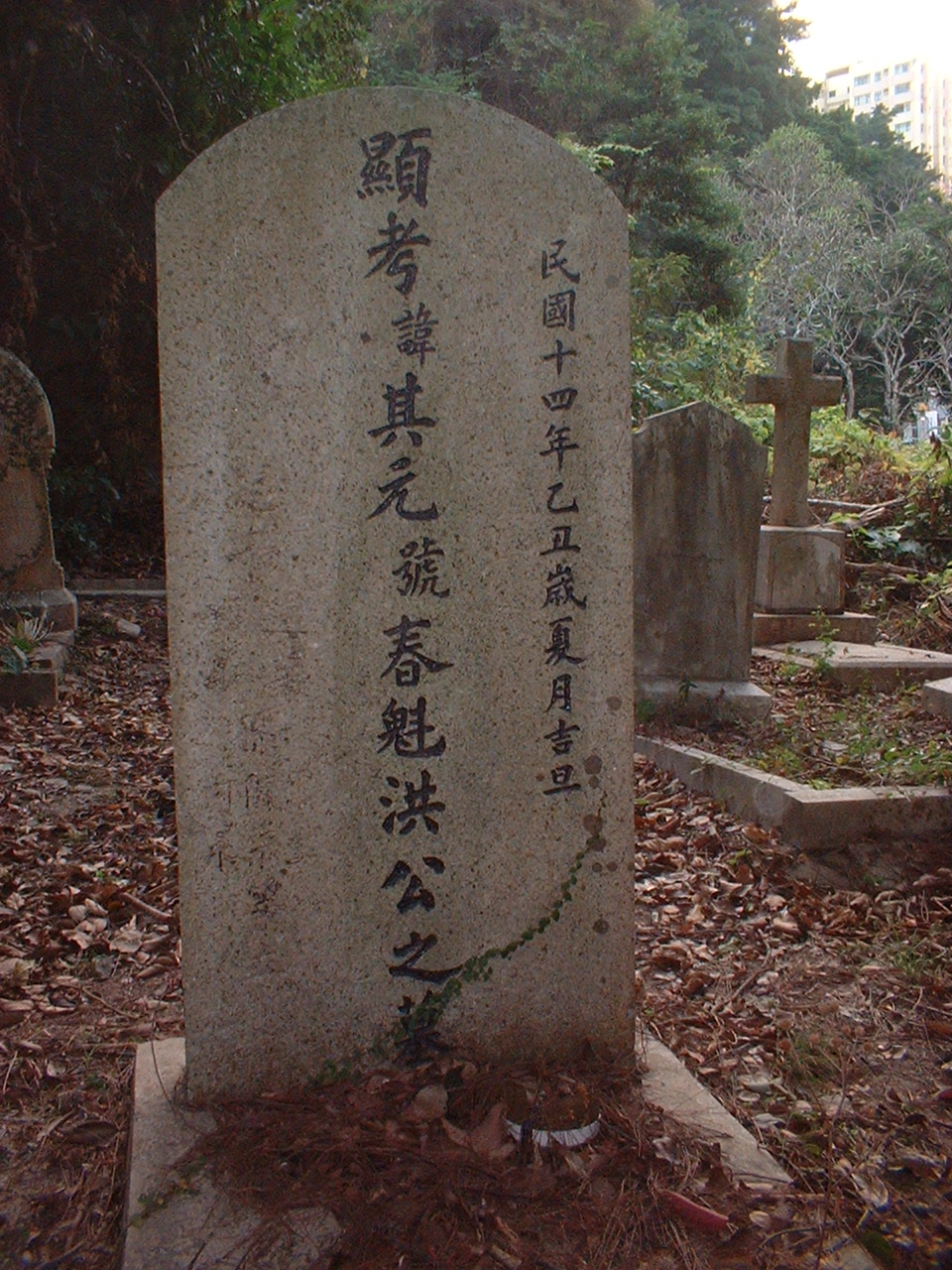
洪春魁（洪全福）之墓

- 布本傑明·福克斯（1812年－1841年5月25日），海軍上尉[38]
- 威廉·布羅迪（William Brodie，1785年－1841年6月17日），英國艦長[39]
- 卑特（Captain William Thornton Bate. R. N. ，1820年－1857年）[40]
- 叔何顯理（1817年10月28日－1844年11月27日），為西方女士到港、西方宣教士到港、在香港辦女校及在香港安息的首位宣教士[41]。
- 郭士立（1803年7月8日－1851年8月9日），首位宣教士，首名來華信義宗傳教士。[42]
- 韓山明（1819年－1854年5月12日），「崇真會救恩堂」創辦人[43]
- 威廉·奧利斯·哈蘭醫生（1819年－1858年9月12日），任職香港總醫官[44]。
- 威林馬禮遜醫生，任職香港總醫官。
- 高和爾（Daniel Richard Caldwell，或稱高三桂及高露雲），華民政務司[45]。
- 高三桂太太。
- 梁安統（Rev. Leong On Tong）（1827年－1913年4月2日）香港基督教中華循道會首任牧師
- 史釗域（1836年10月17日－1889年9月29日），香港公立教育之父[46]。
- 湛約翰（1825年－1899年），牧師、漢學家，設計粵語第一套音字「粵語標準羅馬字」。
- 楊衢雲（1861年12月6日－1901年1月11日），興中會首任總裁，後被清帝國刺殺。[47]
- 波斯富（英語：Alexander Perceval，1821年1月21日—1866年5月8日）
- 法蘭些士，QC（John Joseph Francis，1839年—1901年9月22日）
- 杜老誌，（英語：Malcolm Struan Tonnochy，1841年12月—1882年）
- 徐善庭，首批加入興中會投身革命的人。
- 洪春魁（1836年－1904年），太平天國瑛王、天王洪秀全侄兒[48]
- 關元昌（1833年12月19日至1912年1月12日） 關景良（1869年－1945年）之父，「中華牙醫鼻祖」，為香港有名的基督教世家[49]
- 黎亞妹（1839年－1902年），香港第一位女護士，關元昌夫人。
- 鄧祖（Rev. James Chue）（1843年12月－1910年12月6日）
- 李月娥（1876年－1905年），關元昌之子，關景良元配[50]。
- 關月屏（1865年－1899年），溫秉忠元配（關元昌第五女）溫清溪之媳。
- 溫維慶關月屏之子。
- 韋安（1867年－1907年），是韋光之子，韋寶珊之弟，又名韋華安，英國大律師。[51]
- 蔡立志（1859年1月21日－1909年10月23日），著名買辦，富商[52]。
- 何啟（1859年－1914年）及夫人雅麗氏（Alice，1852年－1884年）著名醫生，大律師，議員。
- 溫清溪（1834年－1915年5月22日）倫敦會執事，為香港有名的基督教世家[53]
- 關潤發（1835年農曆六月初二至1901年8月15日）
- 遮打（1846年9月8日－1926年5月27日），置地創辦人兼前行政立法兩局議員[54]。
- 何東（1862年－1956年），著名買辦，富商[55]。
- 麥奇廉（Hector C. Maclean，1829年－1894年），何東岳父。
- 麥秀英（1865年－1944年2月7日），何東元配。
- 區成璋麥秀英隨嫁妹仔，碑上刻「為何東爵紳麥秀英夫人忠誠任事垂四十餘年」。
- 簡東浦（1884年－1963年11月23日），東亞銀行創辦人之一兼董事長[56]。
- 簡悅強爵士及其夫人簡伍憲平，東亞銀行主席，香港立法局首席非官守議員及香港行政局首席非官守議員。[57]
- Henry Smith（1837年－1882年6月25日），早年香港上海匯豐銀行總會計師。
- 周昭岳（生卒年份待查），輔仁文社社員，興中會會員。
- 松原治三郎夫婦，香港首位日本料理師。
- 鄺華汰（1866年－1906年），首位畢業於美國史丹福大學的華人。[58]
- 胡禧堂夫人及子（胡禮垣之媳）
- 黃炳耀（1875年－1967年）- 商人、市政局議員。[59]
- 蒲蘭田（Samuel Cornell Plant，1866年8月8日－1921年2月26日）- 英國船長。[60]
- Rachel Richards，英文情詩墓碑。[61]
- 華克曼，拆彈專家、六七暴動期間在獅子山拆彈時炸彈爆炸殉職。[61]
- 毛鈞年，大紫荊勳章，前新華社香港分社副社長、前基本法諮詢委員會秘書長、中國共產黨地下黨員[61]。
- Peter Alan Lee Vine，著名執業律師[61]
- 楊景煌（1915年－2015年），醫生、芳艷芬的丈夫。[61]
- Olive Batley，國泰航空空中小姐，1949年北角寶馬山空難遇難身亡。[61]
- Paul，海事工程師及德國納粹黨黨員[61]。
- Ernst Schelle，Prisoner of War（第一次世界大戰戰俘）[61]

## 鄰近墳場
- 祆教墳場，亦稱波斯墳場
- 回教墳場
- 跑馬地天主教聖彌額爾墳場

### 腳註
1. ↑  . South China Morning Post. Invalid date  [2019-06-03]. （原始内容存档于2019-06-03） （英语）.  （页面存档备份，存于）
2. 1 2  . 香港記憶 | Hong Kong Memory.   [2019-06-03]. （原始内容存档于2019-03-27） （英语）. （页面存档备份，存于）
3. 1 2  Lim, Patricia. . Hong Kong University Press. 2011: P.12.
4. ↑  梁美儀.; 張燦輝, 1949-. . 中文大學出版社. 2005: P.265. ISBN 9629962047. OCLC 61847325.
5. ↑  丁新豹. . 三聯書店(香港)有限公司. : P.32. ISBN 9789620436680. OCLC 897787758.
6. ↑  . The Hong kong Telegraph. 15 February 1909.
7. ↑  Hong Kong Urban Council. . Committee Paper CEM/26/73.
8. ↑  Hong Kong Urban Council. . Memorandum for Members of Cemeteries, Crematoria and Funeral Parlours Select Commitee.
9. ↑  Christine Thomas. . Hong Kong Cemetery. 2018-12-19  [2019-06-03]. （原始内容存档于2019-06-03）. （页面存档备份，存于）
10. 1 2  . 香港記憶 | Hong Kong Memory.   [2019-06-03]. （原始内容存档于2019-06-03） （中文）. （页面存档备份，存于）
11. 1 2  Nicholson, Ken. . Hong Kong University Press. 2010: P.6.
12. ↑  . Hong Kong Cemetery.   [2019-06-03]. （原始内容存档于2019-06-03） （美国英语）. （页面存档备份，存于）
13. 1 2  . 灼見名家. 2017-04-25  [2019-06-03]. （原始内容存档于2019-08-30） （美国英语）. （页面存档备份，存于）
14. 1 2 3 4 5  黃棣才. . 中華書局(香港)出版有限公司. 2012: P.34.
15. ↑  古物諮詢委員會.  (PDF). 1,444幢歷史建築名單和評估結果.   [2019-06-03]. （原始内容 (PDF)存档于2018-06-18）. （页面存档备份，存于）
16. ↑  Chu, Yiu-Wai. . Springer.
17. ↑  . The Hong Kong Telegraph. 10 June 1910.
18. ↑  Lim, Patricia. . Hong Kong: Hong Kong University Press. 2011: P.452. ISBN 9789888053742. OCLC 768111314.
19. ↑  Hong Kong Urban Council. . Committee Paper CEM/53/73: P.2-3.
20. ↑  Lim, Patricia. . Hong Kong University Press. 2011: P.15.
21. ↑  Lim, Patricia. . Hong Kong University Press. 2011: P.19.
22. ↑  Lim 2011，第20頁.
23. 1 2  Lim 2011，第242-244頁.
24. ↑  Lim, Patricia. . Hong Kong: Hong Kong University Press. 2011: P.541. ISBN 9789888053742. OCLC 768111314.
25. ↑  Lim 2011，第136頁.
26. ↑  . gwulo.com.   [2019-06-03]. （原始内容存档于2019-06-03）. （页面存档备份，存于）
27. 1 2 3 4  . www.cwgc.org.   [2019-06-03]. （原始内容存档于2019-09-02）. （页面存档备份，存于）
28. ↑  . www.lcsd.gov.hk.   [2019-06-03]. （原始内容存档于2019-06-03）. （页面存档备份，存于）
29. ↑  .   [2019-06-02]. （原始内容存档于2019-06-07）. （页面存档备份，存于）
30. ↑  丁 2008，第5頁.
31. ↑  . news.takungpao.com.hk.   [2019-06-03]. （原始内容存档于2015-04-14）. （页面存档备份，存于）
32. ↑  . am730.   [2019-06-03]. （原始内容存档于2019-09-02） （英语）. （页面存档备份，存于）
33. ↑  . news.takungpao.com.hk.   [2019-06-03]. （原始内容存档于2019-06-03）. （页面存档备份，存于）
34. ↑  . paper.wenweipo.com.   [2019-06-03]. （原始内容存档于2017-04-07）. （页面存档备份，存于）
35. ↑  discoverhkheritage. . 古蹟│攝影│歷史│文化. 2018-12-17  [2019-06-03]. （原始内容存档于2019-09-02） （美国英语）. （页面存档备份，存于）
36. 1 2  . South China Morning Post. 16 November 1968.
37. ↑  . paper.takungpao.com.   [2019-06-03]. （原始内容存档于2019-06-03）. （页面存档备份，存于）
38. ↑  . NPR.org.   [2019-06-03]. （原始内容存档于2019-06-03） （英语）. （页面存档备份，存于）
39. ↑  丁 2008，第20–21頁.
40. ↑  丁新豹. . 2005: P.24–25.
41. ↑  丁 2008，第30–31頁.
42. ↑  墳場研究 Cemetery Study 在The Hong Kong Cemetery 香港墳場 www.facebook.com
43. ↑  丁 2008，第34–35頁.
44. ↑  丁 2008，第36–37頁.
45. ↑   (PDF).   [2019-06-03]. （原始内容存档 (PDF)于2019-03-03）. （页面存档备份，存于）
46. ↑  Bickley, Gillian, 1943-. . David C. Lam Institute for East West Studies. 1998. ISBN 9789888167890. OCLC 794413127.
47. ↑  墳場研究 Cemetery Study 在The Hong Kong Cemetery 香港墳場 （页面存档备份，存于） www.facebook.com
48. ↑  丁新豹. . 2012: P.164.
49. ↑  丁新豹. . 2012: P.58.
50. ↑  丁新豹. . 2012: P.62.
51. ↑  丁 2008，第46–47頁.
52. ↑  丁 2008，第48–49頁.
53. ↑  丁 2008，第55–56頁.
54. ↑  丁 2008，第56–57頁.
55. ↑  丁 2008，第57–58頁.
56. ↑  丁 2008，第60–61頁.
57. ↑  墳場研究 Cemetery Study 在The Hong Kong Cemetery 香港墳場 www.facebook.com
58. ↑  丁新豹. . 2012: P.102.
59. ↑  . www.facebook.com. 維城觸蹟. 2018-10-24  [2018-12-31].
60. ↑  BROMFIELD, A.C.; LEE, ROSEMARY. . Journal of the Hong Kong Branch of the Royal Asiatic Society. 2001, 41: 407–416  [2019-06-03]. ISSN 0085-5774. （原始内容存档于2019-08-31）. （页面存档备份，存于）
61. 1 2 3 4 5 6 7 8  墳場研究 Cemetery Study 在The Hong Kong Cemetery 香港墳場 www.facebook.com

### 書籍
- 丁新豹. . 香港當代文化中心. 2008年3月 （中文）.
- Lim, Patricia. . Hong Kong: Hong Kong University Press. 2011-02-01. ISBN 9789622099906. OCLC 768111314 （英语）.

## 參閲
- 香港墳場列表